# جورج کورنت
جورج کورنت (انگلیسی: George Cornet; ۱۵ ژوئیهٔ ۱۸۷۷ – ۲۲ نوامبر ۱۹۵۲) شناگر، بازیکن کریکت، بازیکن فوتبال، و ورزشکار دو و میدانی اهل بریتانیا بود.